# Délégation de l'Union européenne en Russie
La délégation de l'Union européenne en Russie représente l'Union européenne au Russie, travaillant en collaboration avec les ambassades et consulats des 27 États membres de l'UE.

## Rôle
La délégation de l'Union européenne présente et explique le politique de l'UE, à la fois auprès du gouvernement russe et auprès de l'Assemblée fédérale. Elle analyse également la situation politique, sociale et économique en Russie.

## Historique
L’Union européenne entretient des relations diplomatiques avec la Fédération de Russie depuis la chute de l'URSS en 1991. La délégation a été ouverte en 2009.
L'Union a sanctionné l'annexion de la Crimée en 2014 et sanctionne actuellement l'invasion russe de l'Ukraine débutée en 2022, notamment en fournissant du matériel militaire à l'Ukraine. Avant l'invasion, l'UE était grandement dépendante de la Russie en ce qui concerne son approvisionnement en gaz, ce qui faisait de la Fédération un partenaire primordial.
En 2024, à la mort en prison de l'opposant russe Alexeï Navalny, l'ambassadeur de l'Union européenne Roland Galharague et les autres ambassadeurs occidentaux à Moscou lui ont rendus hommage devant la "pierre de Solovky".

## Équipe
L'ambassadeur Roland Galharague est à la tête de la délégation. À ce titre, il représente la présidente de la Commission européenne, Ursula von der Leyen, et le président du Conseil européen, António Costa, sous l'autorité de la  Haut Représentante de l'Union pour les affaires étrangères et la politique de sécurité et vice-présidente de la Commission, Kaja Kallas.

## Compléments